# Haru ga kita
Haru ga kita (春が来た?) è un manga scritto da Kazuo Koike e illustrato da Gōseki Kojima. La serializzazione dell'opera è iniziata nel 1976 sulla rivista giapponese Manga Action e si è conclusa nel 1978, per poi essere pubblicata in dieci volumi tankōbon.
Nel 2002, l'opera è stata adattata in una serie tv di sei episodi prodotta e trasmessa dalla NHK.